# Francisco Macías Nguema
Francisco Macías Nguema, diktator Ekvatorialne Gvineje, * 1. januar 1924, Nsegayong, Rio Muni, Španska Gvineja (danes Ekvatorialna Gvineja), † 29. september 1979, Bioko, Ekvatorialna Gvineja.
Po osamosvojitvi leta 1968 je postal prvi predsednik Ekvatorialne Gvineje. Kmalu po prevzemu oblasti si je prisvojil absolutno politično moč ter s podporniki pričel vladavino kulta osebnosti in terorja, usmerjenega proti pripadnikom drugih ljudstev, intelektualcem, političnim nasprotnikom in zahodnjakom. Do leta 1979, ko je bil strmoglavljen in usmrčen, je državo zapustila ali bila pobita tretjina prebivalcev. Njegov režim naj bi bil po ocenah odgovoren za smrt preko 50.000 ljudi, s čimer se uvršča med najokrutnejše v sodobni zgodovini in je primerljiv z vladavino Idija Amina v Ugandi.

## Življenjepis
Rodil se je v družini pripadnikov bantujskega ljudstva Fang v vasi Nfenga na celinskem delu tedanje kolonije Španska Gvineja in se šolal v lokalnih misijonarskih šolah. Leta 1944 je postal nižji uradnik pri kolonialni administraciji, leta 1951, po nekaj vmesnih letih dela na svoji plantaži kave, pa sodni tolmač v kraju Mongomo na vzhodu države. Kasneje je postal župan Mongoma. Do leta 1967, ko se je pričel proces osamosvojitve Ekvatorialne Gvineje, se je povzpel do funkcije v kolonialni vladi in je na prvih svobodnih predsedniških volitvah naslednje leto izzval ter premagal takratnega predsednika vlade Bonifacia Onduja Eduja z radikalno nacionalističnim programom.
Kmalu se je izkazalo, da je bil Macías Nguema po značaju paranoičen in je imel izrazit manjvrednostni kompleks, kar je botrovalo številnim bizarnim, pogosto tudi krvavim ekscesom njegove vladavine. V roku nekaj mesecev po izvolitvi je z grožnjami izgnal španskega ambasadorja in njihovo vojaško predstavništvo. Tudi Ondu Edu je odšel v izgnanstvo in se naslednje leto vrnil, domnevno z načrtom za državni udar, a je bil ujet in usmrčen. Leta 1970 je Macías Nguema ustanovil Združeno narodno delavsko stranko in prepovedal opozicijo, hkrati je dal zgraditi razkošno in utrjeno predsedniško palačo. Dve leti kasneje se je proglasil za dosmrtnega predsednika, vodjo naroda in stranke, vrhovnega poveljnika vojske ter »velikega mojstra izobraževanja, znanosti in kulture«. Aretirani in po hitrem postopku usmrčeni so bili številni dejanski ali domnevni politični nasprotniki. Tako je dal za božič 1975 postreliti 150 političnih zapornikov na stadionu v Malabu ob spremljavi skladbe »Those Were the Days« pevke Mary Hopkin, ki je donela iz ozvočenja. Preganjal je tudi katoličane, ki so predstavljali večino prebivalstva, in prepovedal Cerkev. Namesto tega je uzakonil tradicionalno afriško kulturo, kar je med drugim pomenilo prepoved zasebnih šol in zahodne medicine. Leta 1976 je z novo ustavo zapovedal »afrikanizacijo« osebnih imen, začenši s svojim, prevzel je ime Masie Nguema Biyogo Ñegue Ndong in dal preimenovati tudi številne kraje v državi.
V času svoje vladavine je povzročil strm padec gospodarstva in državo s pregonom tujih predstavnikov osamil. Zaradi nasilja je iz Ekvatorialne Gvineje odšlo tudi 35.000 nigerijskih migrantskih delavcev na plantažah kakava na otoku Bioko. Z Zakonom o obveznem delu (1972) jih je nadomestil z delavci iz svojega ljudstva Fang, ki pa zaradi neznanja niso mogli vzdrževati proizvodnje. Suženjske razmere je takrat obsodilo več mednarodnih organizacij. Ob katastrofalnem vodstvu je postala država še bolj odvisna od Španije, ki jo je Macías Nguema sicer pogosto javno krivil za gospodarske težave.
Proti koncu 1970. let je že očitno kazal znake manične motnje, saj se je denimo v javnosti pogovarjal s prividi ljudi, ki jih je dal usmrtiti, a so oblast pomagali vzdrževati njegovi sorodniki in rojaki, s katerimi se je obdal, ter tuji najemniški vojaki. To se je spremenilo leta 1979, ko je pobil nekaj poveljnikov narodne garde, ker so se mu pritožili glede plače, med njimi enega od svojih nečakov. Drug nečak, Teodoro Obiang Nguema Mbasogo, se je ob tem zavedel, da je celo kot član ožjega družinskega kroga v nevarnosti, zato je zbral podpornike in strmoglavil strica v državnem udaru 3. avgusta 1979. Macías Nguema je bil aretiran, naslednji mesec ga je sodišče obsodilo za umore in korupcijo ter konec septembra 1979 usmrtilo.